# مغاير مهنا
مغاير مهنا قرية أردنية تقع جنوب شرق العاصمة عمان تعود تسميتها للشيخ (مهنا الزّيرة الحديد) حيث كان أول من سكنها وسميت بإسمه لطول اقامته بها وكان زاهدا متصوفا توفي في بدايات القرن العشرين وليس لة عقب. تتبع قرية مغاير مهنا إداريا للواء الموقر أحد ألوية محافظة العاصمة الأردنية. بلغ عدد سكانها 2936 نسمة وذلك وفق إحصاء عام 2015.